# Хохлов Микола Іванович
Микола Іванович Хохлов (31 січня 1891, Москва, Російська імперія — 1953, Москва, СРСР) — російський поет, літературний критик, драматург, писав твори на есперанто, економіст.

## Біографія
Вивчав есперанто з 1905 року, поступово приєднався до діяльності есперанто-руху. Його перші вірші цією мовою були опубліковані в 1910 році. Друкувався в журналах «La Ondo de Esperanto», «Literatura Mondo» й ін..
До Жовтневого перевороту поставився негативно, брав участь у Громадянській війні на стороні «білих».
У період з 1918 по 1928 роки жив в еміграції, переважно в Хорватії (тоді — Королівство сербів, хорватів і словенців), потім повернувся до СРСР. У 1932 році, спільно з М. В. Некрасовим переклав з російської на есперанто фундаментальну працю Е. К. Дрезена «За загальною мовою. Три століття пошуків». Після 1933 року відійшов від активної есперантистської діяльності.
Після Другої світової війни два роки проживав у Ташкенті, решту життя провів у Москві.

Єдина поетична збірка Хохлова «La tajdo» («Приплив-відлив», 1928), котра складалася із 40 віршів, допомогла йому стати одним із найвидатніших поетів на есперанто. 
 «Поезія Хохлова, в значній мірі натхненна прикладом російських символістів, показує його як тонкого лірика, котрий майстерно використовує виражальні можливості міжнародної мови. Йому не чужі і соціальні теми, однак і тут панують почуття і враження, а не будь-які схеми і думки». 
 Крім віршів, Микола Хохлов писав і драматичні твори, а також займався літературною перекладом на есперанто з російської, англійської та сербської мов, зокрема переклав «Східні казки» Власа Дорошевича.